# فرودگاه سکر
فرودگاه سکر (به انگلیسی: Sukkur Airport) یک فرودگاه همگانی با کد یاتا SKZ است که یک باند فرود آسفالت دارد و طول باند آن ۲۷۴۳ متر است. این فرودگاه در شهر سکر، پاکستان کشور پاکستان قرار دارد و در ارتفاع ۶۰ متری از سطح دریا واقع شده است.